# Same (Timor Est)
Same è una città di Timor Est, posta ad 81 km a sud di Dili, la capitale dello Stato. Ha una popolazione di 7.413 persone ed è la capitale del distretto di Manufahi (noto come distretto di Same nel Timor portoghese).